# Euarne obligatella
Euarne obligatella är en fjärilsart som beskrevs av Heinrich Benno Möschler 1890. Euarne obligatella ingår i släktet Euarne och familjen spinnmalar. Inga underarter finns listade i Catalogue of Life.